# Фастовский сельсовет
Фа́стовский сельсове́т — административно-территориальная единица в статусе сельсовета в  Иловлинском районе Волгоградской области.
Административный центр — хутор Фастов.

## География
Климат засушливый, с резко выраженной континентальностью. Характерен возврат холодов весной и раннее появление их осенью.
Лето жаркое, сухое, пыльное. Наиболее жаркие месяцы июль, август. Среднеиюльская температура  воздуха 21 градус. Абсолютный максимум температур 40-43 градуса.
В теплый период года сильные восточные ветры переходят в суховеи, влияющие на рост растений. Преобладающие направления ветра  северо-восточные и северо-западные максимальная скорость 8,5 м/сек, минимальная 4,6 м/сек.

## Население
На 1 января 1936 года в сельсовете имелось 208 хозяйств, проживало 757 человек.
По данным Всероссийской переписи населения на 9 октября 2002 года в хуторе проживало 346 человек.
По данным Всероссийской переписи населения на 14 октября 2010 года в хуторе проживало 261 человек.

## Состав сельсовета
| № | Населённый пункт | Тип населённого пункта        | Население |
| - | ---------------- | ----------------------------- | --------- |
| 1 | Фастов           | хутор, административный центр | ↘132      |
| 2 | Широков          | хутор                         | ↘129      |